# Поциемская волость
Поциемская волость (латыш. Pociema pagasts) — бывшая территориальная единица в центральной части Валмиерского уезда Латвии. Находилась на северо-западе республики, в историческом регионе Видземе. Администрация волости до 1949 года была расположена в селе Поциемс. В 1940 году граничила с Пуйкульской, Озолской, Дикльской, Вайнижской, Катварской и Пальской волостями своего уезда.

## История
10 сентября 1945 года на территории волости были образованы Мауриньский и Поциемский сельские советы. В 1947 году они были включены в состав новообразованного Лимбажского уезда. После упразднения Поциемской волости 31 декабря 1949 года, они были включены в состав Лимбажского района.
В наши дни территория бывшей Поциемской волости распределена между Катварской волостью Лимбажского края и Дикльской волостью Коценского края.

## Известные люди
- Фрицис Барда (1880—1919) — латвийский поэт-романтик.